# Knut Brodin
Knut Georg Andreas Brodin, född 27 augusti 1898  i Gräsmarks socken i Värmland, död 6 april 1986 i Oslo, var en svensk kompositör, visforskare, musikdirektör och musiker (pianist). Han var far till skådespelaren  Helena Brodin.
Knut Brodin var 1918-1922 elev vid Kungliga musikkonservatoriet för Lennart Lundberg och studerade senare i Berlin, Dresden, Wien och Paris. Från 1925 framträdde han som konserterande pianist. Brodin var 1931-1941 musiklärare vid Olofsskolan i Stockholm där han företrädde nya undervisningsmetoder. Knut Brodin komponerade också mycket musik för barn, där han framförallt är känd för sitt samarbete med Lennart Hellsing. Bland deras kända gemensamma kompositioner kan nämnas Här dansar herr Gurka, Krakel spektakel och Det var så roligt jag måste skratta. Knut Brodin utgav även äldre svensk musik för praktiskt bruk. Knut Brodins efterlämnade personarkiv förvaras hos Svenskt visarkiv och innehåller noter, manuskript, tidningsklipp och annat material som skildrar hans musikaliska gärning.